# Manuel Zschunke
Manuel Zschunke (* 1991 in Frankfurt am Main) ist ein deutscher Schauspieler.

## Leben
Manuel Zschunke besuchte das Studio für Theater und Tanz Sibylle Sohl in Frankfurt am Main. Außerdem war er von 2000 bis 2009 in der Statisterie am Schauspiel/Oper Frankfurt aktiv und wirkte in kleinen Rollen als Schauspieler mit. Nach seinem Abitur studierte er 2010–2011 zunächst Germanistik und Musikwissenschaft. Von 2011 bis 2015 absolvierte er sein Schauspielstudium am Schauspielinstitut „Hans Otto“ der Hochschule für Musik und Theater „Felix Mendelssohn Bartholdy“ in Leipzig.
Während seines Studiums trat er am Studio des neuen theaters in Halle auf. Dort arbeitete er unter anderem mit Maik Priebe, Matthias Brenner, Martina Eitner-Acheampong und Alexander Gamnitzer zusammen. In der Studioinszenierung Die Räuber spielte er die Rolle des Franz Moor.
Seit der Spielzeit 2015/16 ist er festes Ensemblemitglied am Theater Bonn. Hier spielte er u. a. den Romeo in Romeo und Julia (Premiere: Spielzeit 2016/17, Regie: Laura Linnenbaum), den Hauptmann Wassili Wassiljewitsch Soljony in Drei Schwestern (Premiere: Spielzeit 2016/17, Regie: Martin Nimz), den Hugo in Die schmutzigen Hände (Spielzeit 2017/18, Regie: Marco Štorman, mit Daniel Breitfelder als Partner) und den Kriminalinspektor Richard Voss in Die Physiker (Premiere: Spielzeit 2017/18, Regie: Simon Solberg).
Neben seiner Tätigkeit am Theater wirkte er in verschiedenen Kino- und TV-Produktionen mit. In der 5. Staffel der TV-Serie In aller Freundschaft – Die jungen Ärzte (2019) übernahm er mit Andreas Leupold als Partner, eine der Episodenhauptrollen als Sohn eines Geigenbauers, der mit seinem Vater in Streit gerät, als dieser die Geige seiner verstorbenen Frau nach Oslo verkaufen will. In Heinrich Breloers zweiteiligem TV-Dokudrama Brecht (2019) verkörperte Zschunke, an der Seite von Tom Schilling, den Schriftsteller Arnolt Bronnen.
Zschunke lebt in Leipzig und Bonn.

## Filmografie (Auswahl)
- 2014: 14 – Tagebücher des Ersten Weltkriegs (Fernsehserie)
- 2015: Tannbach – Schicksal eines Dorfes: Mein Land, dein Land (Fernsehserie, eine Folge)
- 2016: Deutschland 83: Quantum Jump (Fernsehserie, eine Folge)
- 2015: Notruf Hafenkante: Angst (Fernsehserie, eine Folge)
- 2018: Werk ohne Autor (Kinofilm)
- 2019: In aller Freundschaft – Die jungen Ärzte: Mit letzter Kraft (Fernsehserie, eine Folge)
- 2019: Brecht (Fernsehfilm)
- 2022: SOKO Leipzig (Fernsehserie; Folge: Jesus lebt)